# Balta jacobsoni
Balta jacobsoni es una especie de cucaracha del género Balta, familia Ectobiidae.

## Distribución
Esta especie se encuentra en Malasia, Singapur, Indonesia, isla de Borneo y Filipinas.